# الدوري الجنوبي لكرة القدم 2017–18
الدوري الجنوبي لكرة القدم 2017–18 (بالإنجليزية: 2017–18 Southern Football League)‏ هو موسم من الدوري الجنوبي الممتاز، الذي يعد أعلى دوري كرة قدم في جمهورية أيرلندا كان عدد الأندية المشاركة فيه 65، وفاز فيه Hitchin Town F.C. ‏.